# Aligot bec-rogenc
L'aligot bec-rogenc (Leucopternis semiplumbeus) és una espècie d'ocell de la família dels accipítrids (Accipitridae). Habita la selva humida a la zona Neotropical, al nord-est d'Hondures, Costa Rica, Panamà, oest de Colòmbia i nord-oest de l'Equador. El seu estat de conservació es considera de risc mínim.